# Gare de Saint-Laurent-du-Var
La gare de Saint-Laurent-du-Var est une gare ferroviaire française de la ligne de Marseille-Saint-Charles à Vintimille (frontière), située sur le territoire de la commune de Saint-Laurent-du-Var, dans le département des Alpes-Maritimes en région Provence-Alpes-Côte d'Azur.
C'est une gare voyageurs de la Société nationale des chemins de fer français (SNCF), desservie par des trains TER Provence-Alpes-Côte d'Azur.

## Situation ferroviaire
Établie à 11 mètres d'altitude, la gare de Saint-Laurent-du-Var est située au point kilométrique (PK) 216,763 de la ligne de Marseille-Saint-Charles à Vintimille (frontière), entre les gares du Cros-de-Cagnes et de Nice-Saint-Augustin.

## Histoire
Elle figure dans la nomenclature 1911 des gares, stations et haltes, de la Compagnie des chemins de fer de Paris à Lyon et à la Méditerranée, c'est une station nommée Saint-Laurent-du-Var. Elle porte le no 26 de la section de Paris à Marseille et à Vintimille. C'est une station ouverte uniquement au service voyageurs avec bagages et chiens, les articles de messagerie : « y compris les denrées, finances et valeurs dont le poids n'exède pas 100 kilogrammes par expédition, les expéditeurs et destinataires étant tenus d'aider à la manutention de leurs colis », il n'y a pas de service de la petite vitesse (PV).

## Fréquentation
De 2015 à 2023, selon les estimations de la SNCF, la fréquentation annuelle de la gare s'élève aux nombres indiqués dans le tableau ci-dessous.
| Année                     | 2015    | 2016    | 2017    | 2018    | 2019      | 2020    | 2021    | 2022      | 2023      |
| ------------------------- | ------- | ------- | ------- | ------- | --------- | ------- | ------- | --------- | --------- |
| Voyageurs                 | 581 727 | 576 583 | 727 699 | 702 731 | 858 618   | 518 192 | 677 643 | 827 056   | 1 021 813 |
| Voyageurs + non voyageurs | 727 159 | 720 728 | 909 624 | 878 414 | 1 073 273 | 647 740 | 847 054 | 1 033 820 | 1 277 267 |

## Service des voyageurs

### Accueil
Gare SNCF, elle dispose d'un bâtiment voyageurs, avec guichet, ouvert tous les jours. Elle est équipée d'automates pour l'achat de titres de transport.

### Desserte
Saint-Laurent-du-Var est desservie par des trains TER PACA qui effectuent des missions entre les gares des Les Arcs - Draguignan et de Vintimille.

### Intermodalité
La gare est desservie par les bus urbains Lignes d’Azur comme les lignes 9, 12, 20, 21, 22 (dimanche et jours fériés) 54, 55, 73 et 705.

### Histoire
La gare de Saint-Laurent-du-Var serait vouée à la disparition, estimant qu'elle ne soit plus vraiment utile à terme avec le projet de la ligne nouvelle Provence-Alpes-Côte-d'Azur et la nouvelle gare de Nice-Saint-Augustin.